# Растанак (кратки филм)
„Растанак” је југословенски кратки филм из 1969. године. Режирао га је Стјепан Заниновић који је написао и сценарио. 

## Улоге
| Глумац                   | Улога |
| ------------------------ | ----- |
| Стојан Столе Аранђеловић |       |
| Хусеин Чокић             |       |
| Душан Ђурић              |       |
| Дејан Ђуровић            |       |
| Ингрид Лотариус          |       |
| Ранко Мијук              |       |
| Ђорђе Ненадовић          |       |
| Слободан Прокић          |       |
| Милан Срдоч              |       |
| Душан Вујисић            |       |